# Skalltjärnen, Hälsingland
Skalltjärnen är en sjö i Härjedalens kommun i Hälsingland och ingår i Ljungans huvudavrinningsområde.